# Anthem
Anthem (lett. "inno") è un tipo di composizione di musica vocale, in uso nella lingua inglese e deriva dalla parola antiphon.

## Descrizione
Molti anthem sono tuttora eseguiti durante la cerimonia d'incoronazione del sovrano britannico. I testi degli anthem sono generalmente tratti dalla Bibbia, da collette o da altre parti della liturgia.
Anche se si può assimilare al mottetto europeo, essendo entrambi composti di parti corali, tuttavia gli anthem sono una forma musicale essenzialmente inglese che ha avuto uno sviluppo proprio.
Ha una struttura simile al canto alternato.
I primi esempi di tale forma musicale furono durante il periodo elisabettiano redatti da William Byrd,  Thomas Tallis e altri che non vennero menzionati nel Book of Common Prayer fino al 1662, anno in cui venne aggiunta una sezione per far tributo a questi musicisti.
Esistono due tipi di anthem: il full anthem, che era diviso in quattro parti esclusivamente corali con la caratteristica imitativa del contrappunto, e il verse anthem, con alternanza di parti per solista e coro.
Fra i più importanti musicisti che hanno composto questo genere di musica sono da ricordare Orlando Gibbons, John Blow, Thomas Weelkes, Henry Purcell, Georg Friedrich Händel e, in tempi più recenti, Igor Stravinskij.